# Bielorrússia no Festival Eurovisão da Canção
A Bielorrússia participou do Festival Eurovisão da Canção 16 vezes desde sua estreia em 2004. A primeira aparição do país numa final foi em 2007, com a música "Work Your Magic" interpretada por Dmitry Koldun, que obteve o 6º lugar. Esta continua a ser o único top 10 da Bielorrússia, que também se qualificou em 2010, 2013, 2014, 2017 e 2019.
A EBU anunciou que a emissora bielorrussa BTRC seria suspensa da União a partir de junho de 2021, o que impedirá a Bielorrússia de participar de outros eventos da Eurovisão, a menos que a BTRC seja reintegrada ou outra emissora tome sua posição.

## Galeria

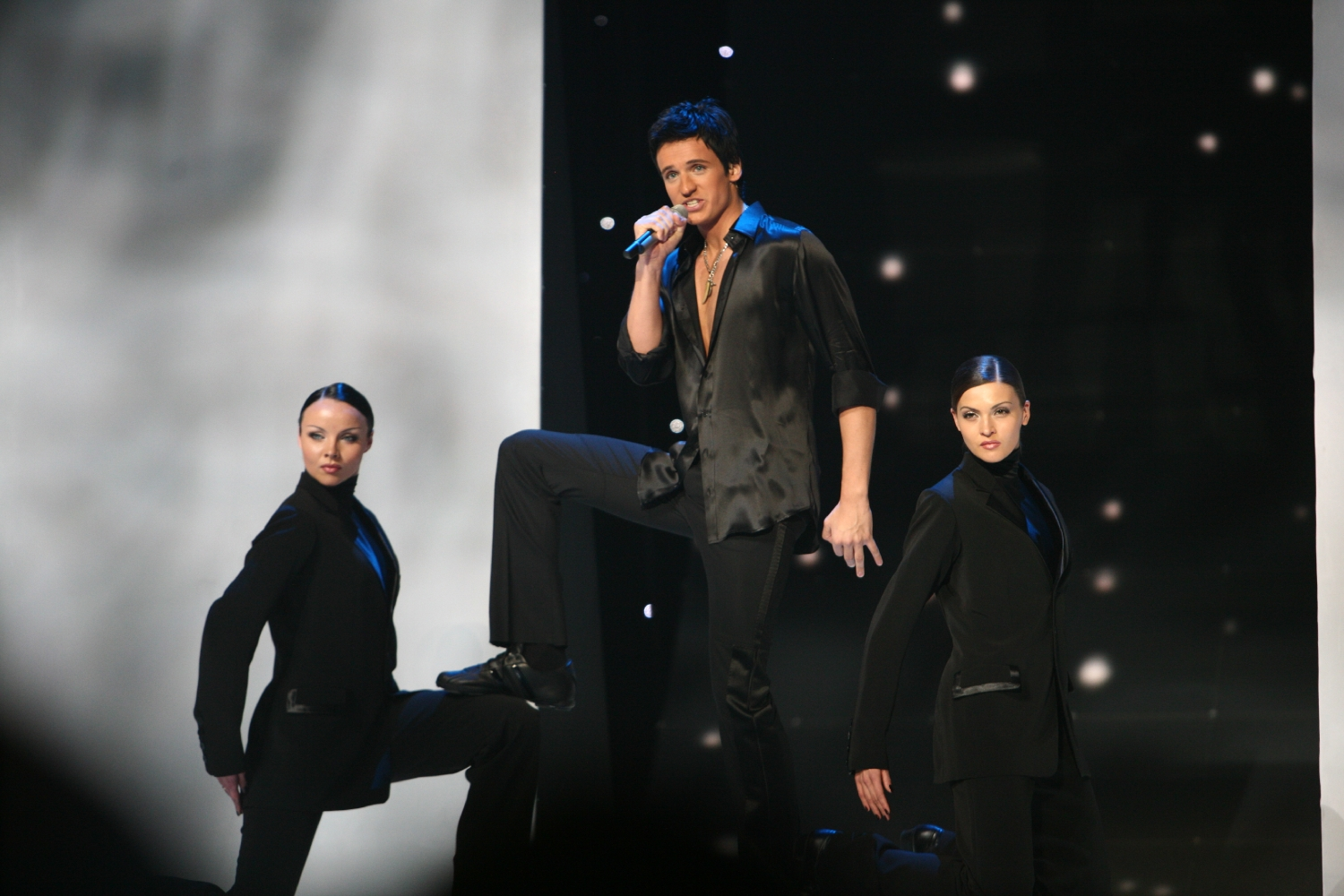
Dmitry Koldun em Helsínquia (2007)
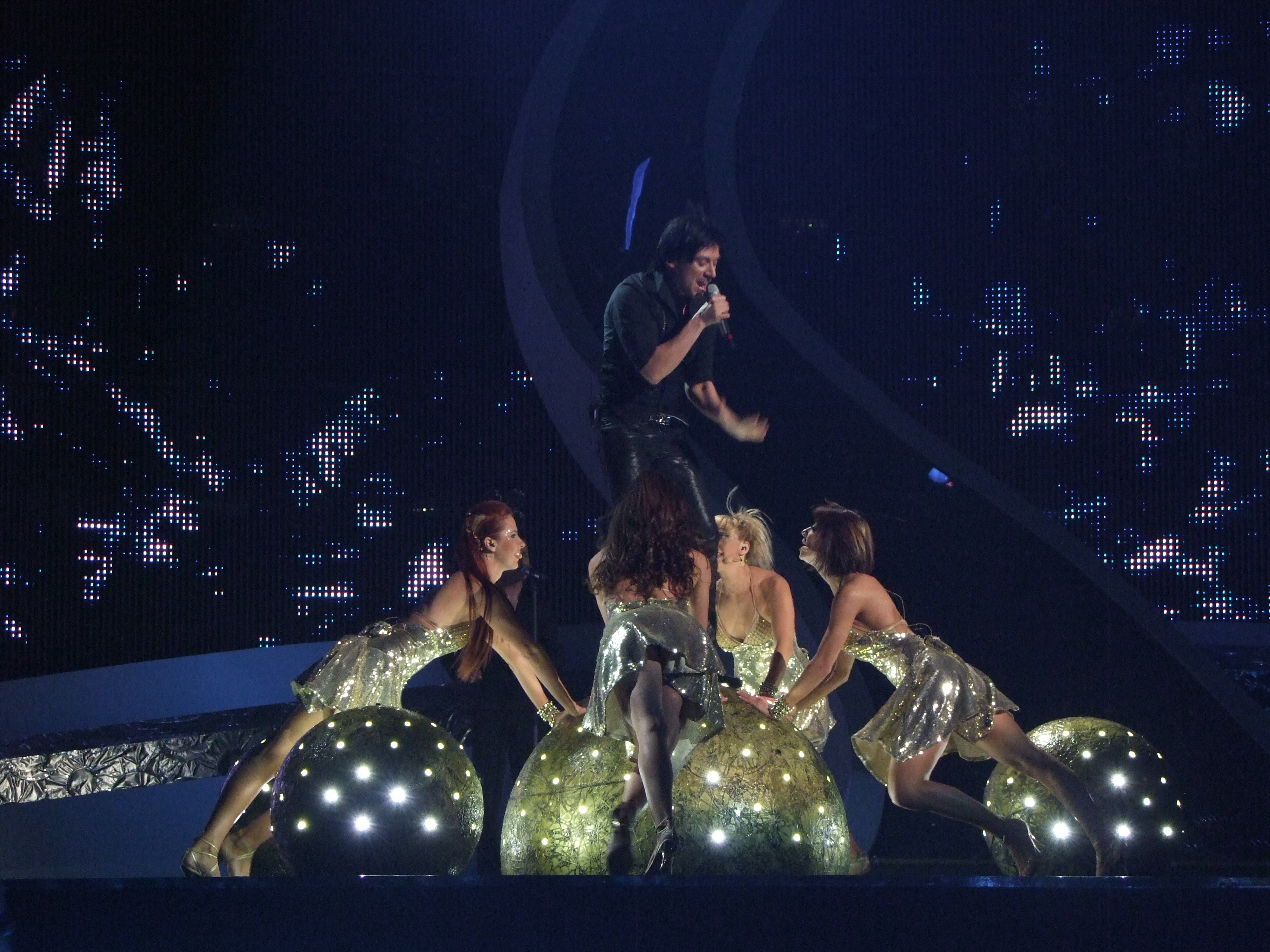
Ruslan Alekhno em Belgrado (2008)
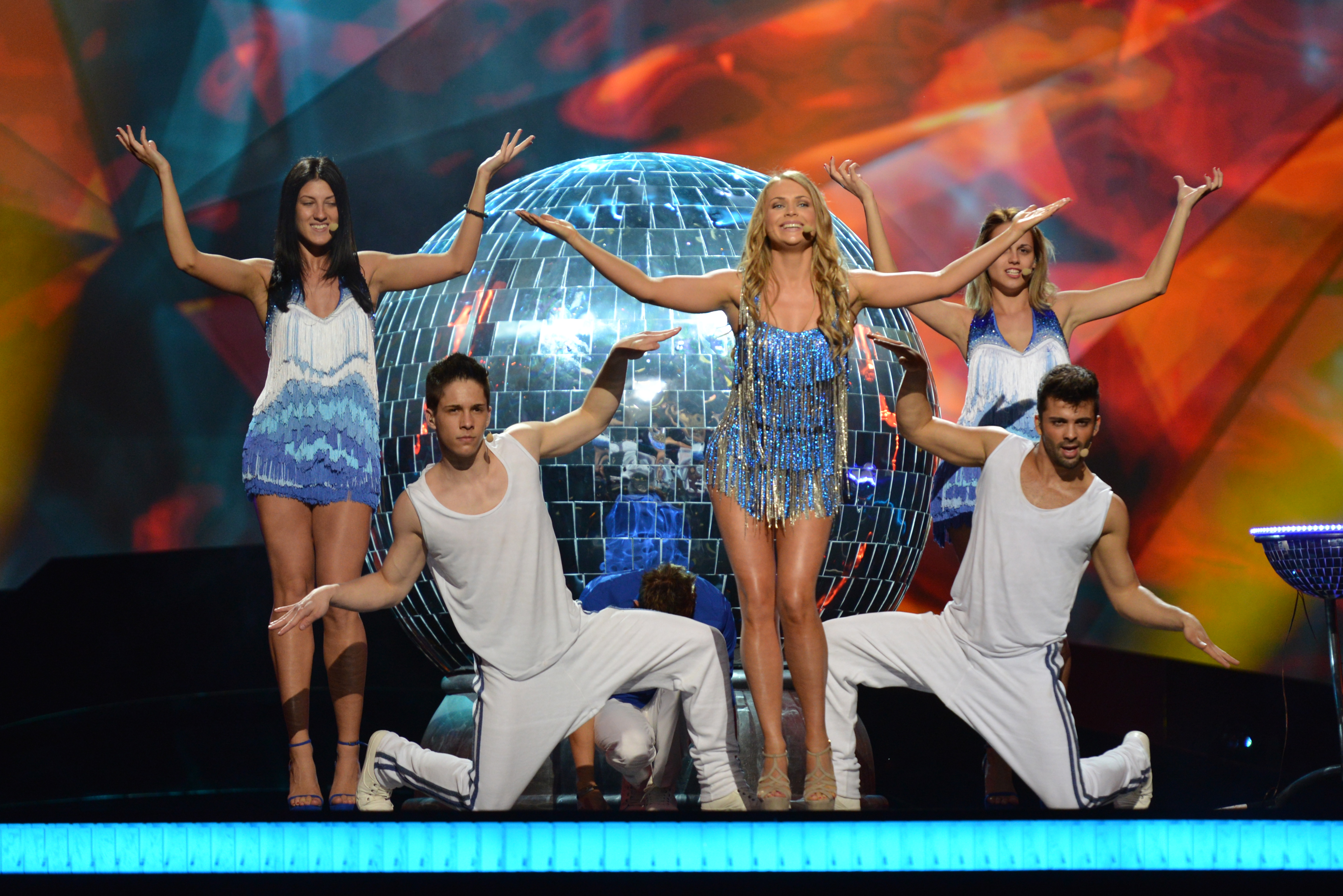
Alyona Lanskaya em Malmö (2013)
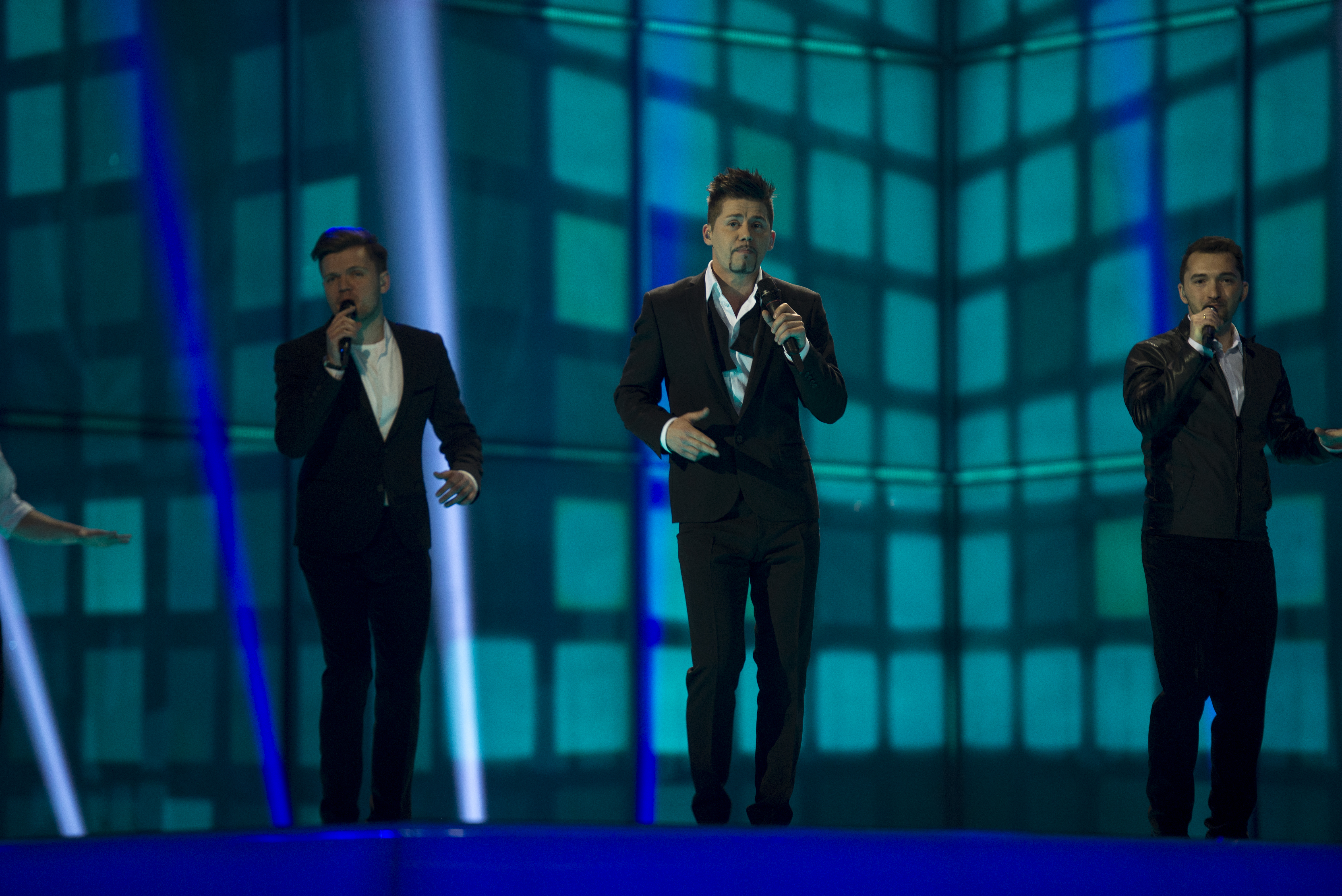
TEO em Copenhaga (2014)
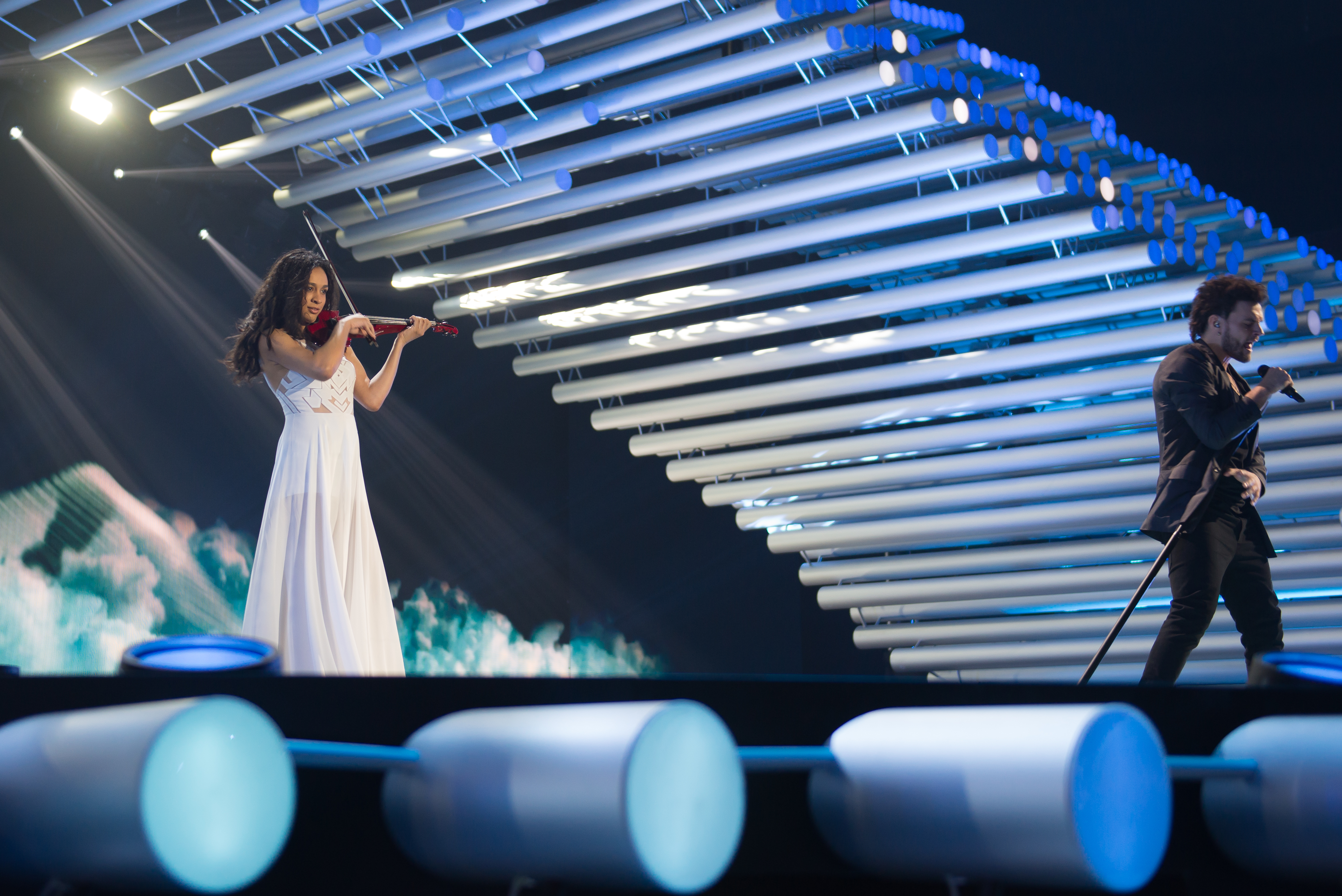
Uzari & Maimuna em Viena (2015)
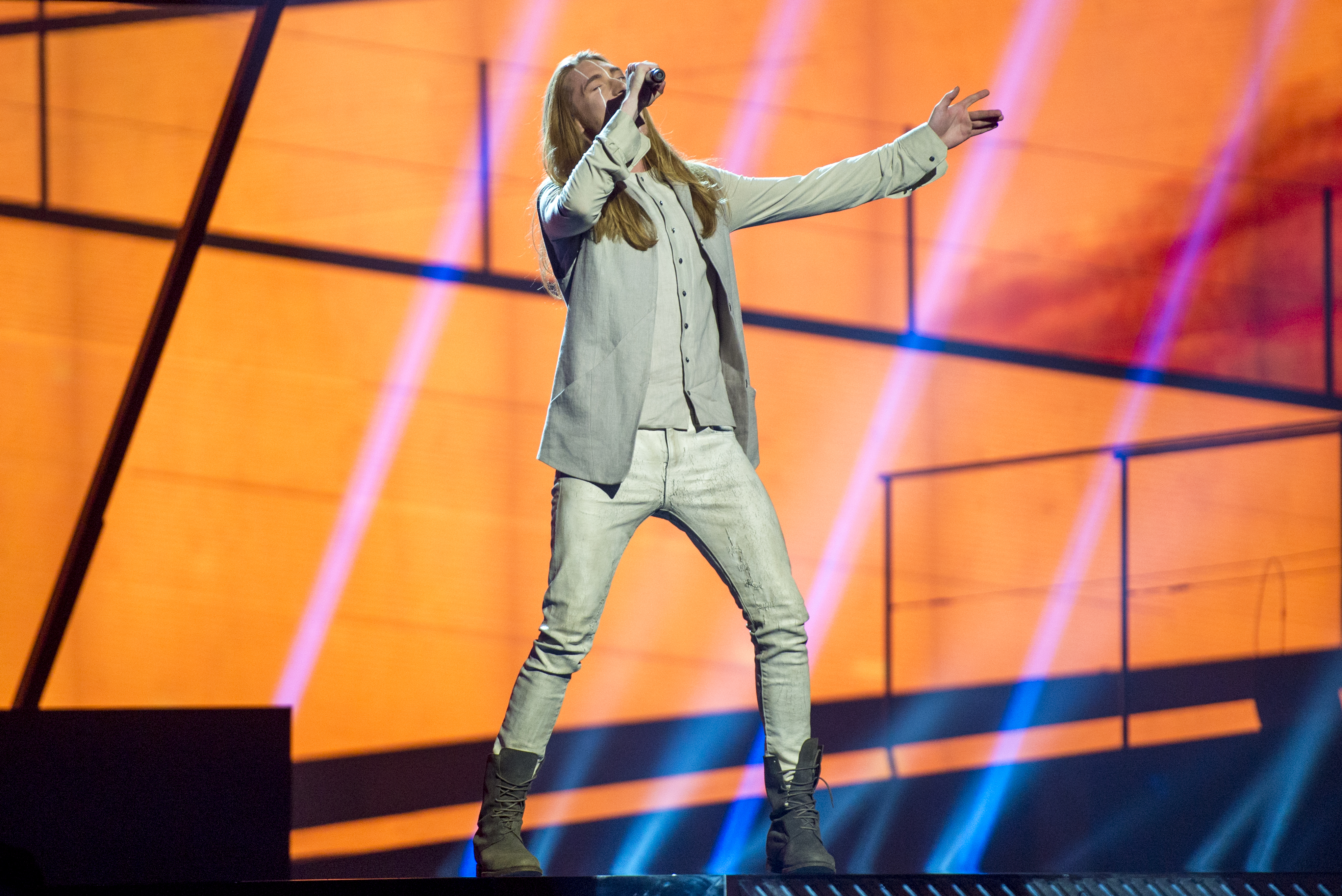
Alexander Ivanov em Estocolmo (2016)
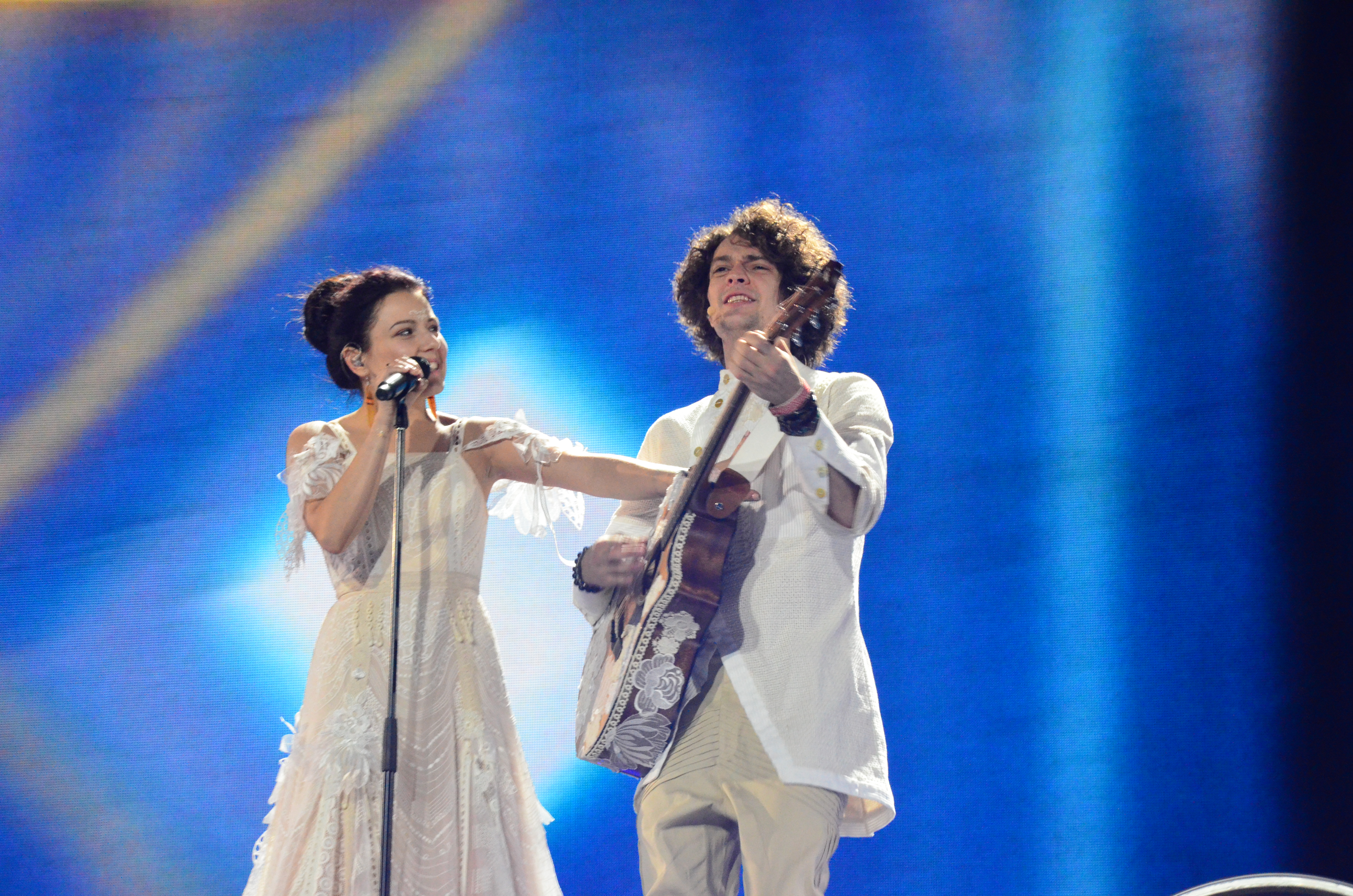
Navi em Kiev (2017)
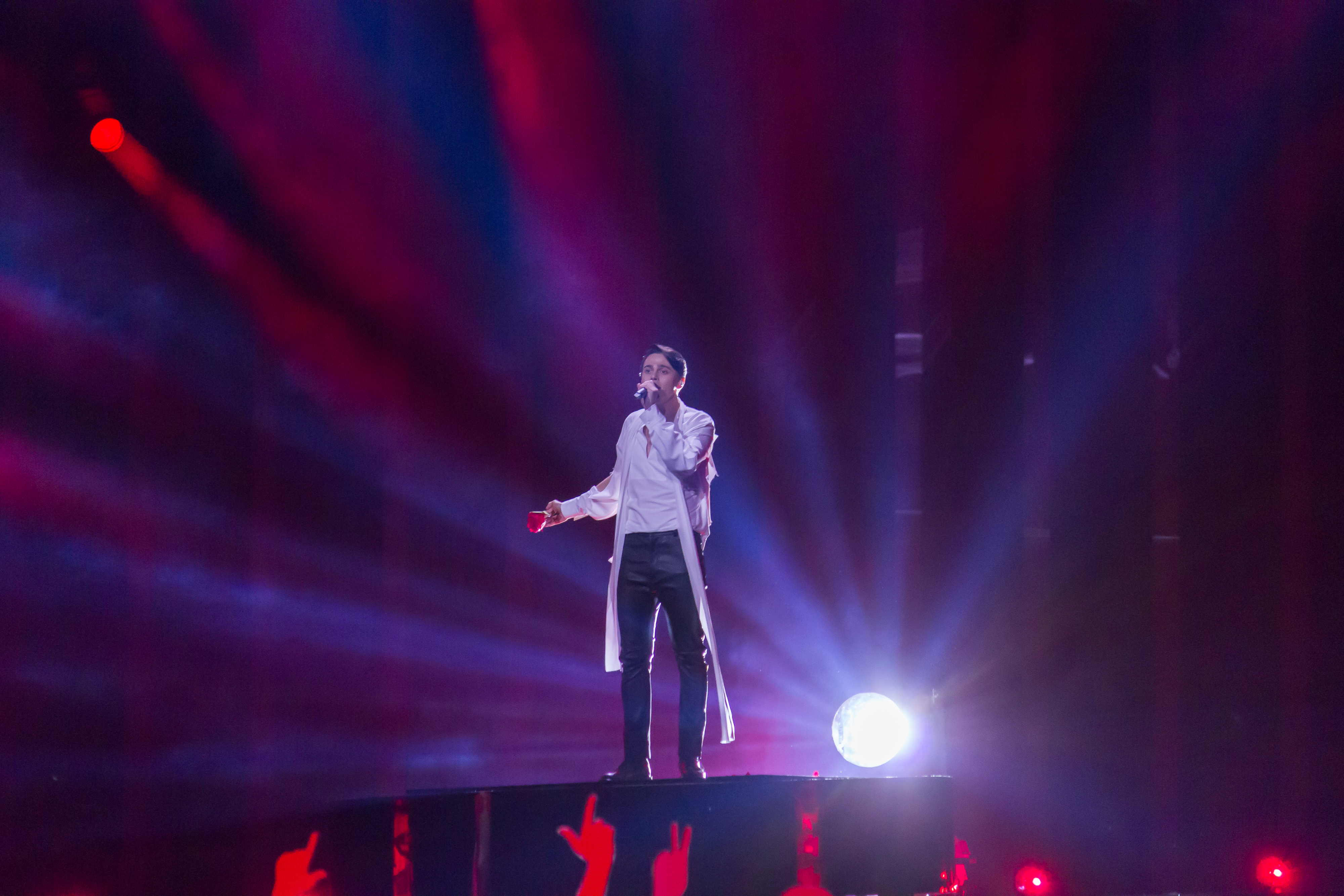
Alekseev em Lisboa (2018)
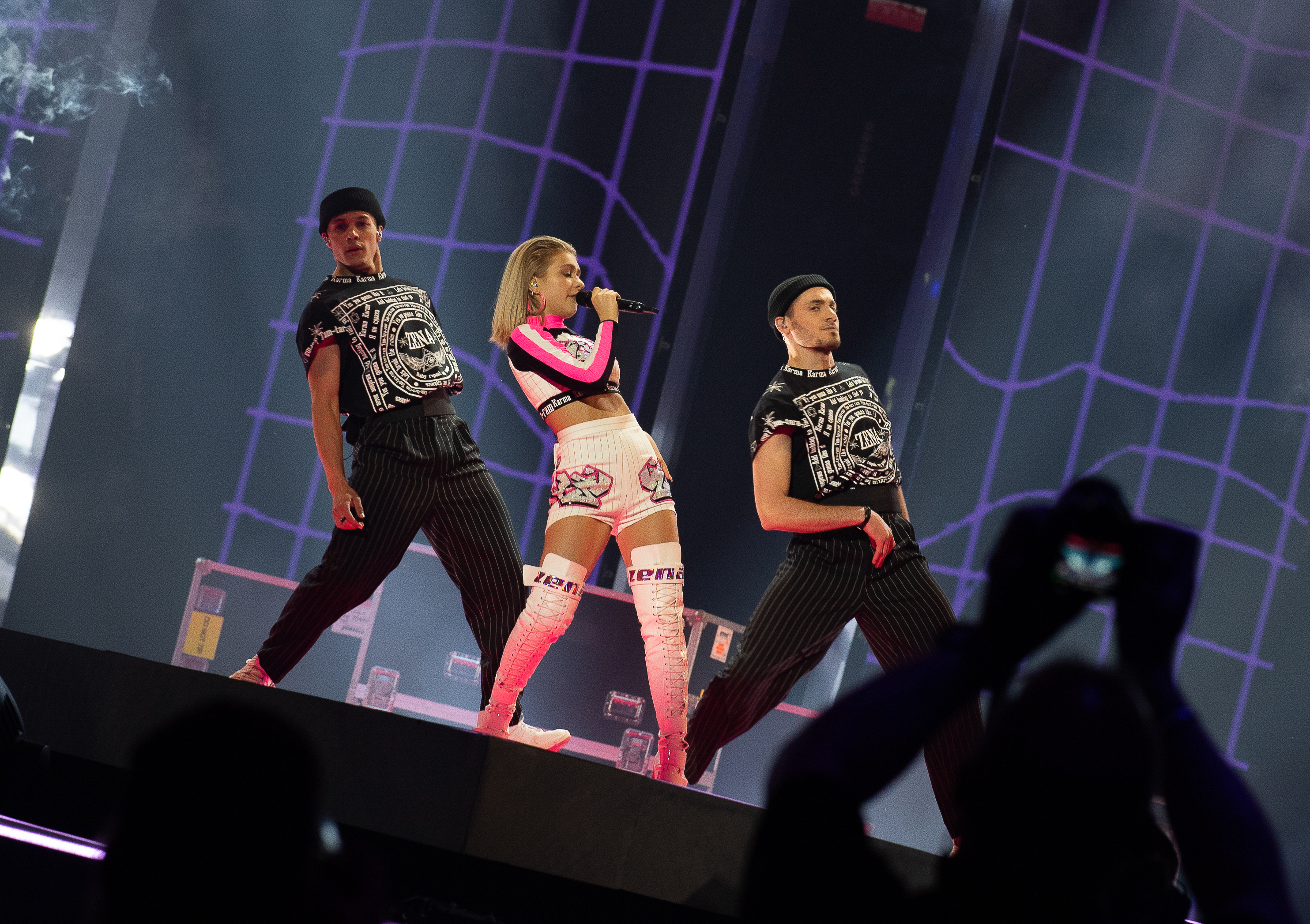
Zena em Tel Aviv (2019)
ESCBandeira da Bielorrússia

## Participações
Legenda
     Vencedor
     2.º lugar
     3.º lugar
     Pontuação Nula ("Null Points")/Último Lugar
     Melhor classificação (fora do top 3)
     Qualificação para a final (fora do top 3)
     País-anfitrião
     Desclassificado
| #               | Ano             | Artista                 | Canção                                                                 | Língua      | Final                    | Pontos                   | Semi                     | Pontos                   |
| --------------- | --------------- | ----------------------- | ---------------------------------------------------------------------- | ----------- | ------------------------ | ------------------------ | ------------------------ | ------------------------ |
| 1º              | Istambul 2004   | Aleksandra & Konstantin | "My Galileo" O Meu Galileu                                             | Inglês      | Não se qualificou        | Não se qualificou        | 19º                      | 10                       |
| 2º              | Kiev 2005       | Angelica Agurbash       | "Love Me Tonight" Ama-me esta noite                                    | Inglês      | Não se qualificou        | Não se qualificou        | 13º                      | 67                       |
| 3º              | Atenas 2006     | Polina Smolova          | "Mum" Mãe                                                              | Inglês      | Não se qualificou        | Não se qualificou        | 22º                      | 10                       |
| 4º              | Helsínquia 2007 | Dmitry Koldun           | "Work Your Magic" Trabalha a tua magia                                 | Inglês      | 6º                       | 145                      | 4º                       | 176                      |
| 5º              | Belgrado 2008   | Ruslan Alekhno          | "Hasta La Vista" Até mais                                              | Inglês      | Não se qualificou        | Não se qualificou        | 17º                      | 27                       |
| 6º              | Moscovo 2009    | Petr Elfimov            | "Eyes That Never Lie" Olhos que nunca mentem                           | Inglês      | Não se qualificou        | Não se qualificou        | 13º                      | 25                       |
| 7º              | Oslo 2010       | 3+2                     | "Butterflies" Borboletas                                               | Inglês      | 24º                      | 18                       | 9º                       | 59                       |
| 8º              | Düsseldorf 2011 | Anastasia Vinnikova     | "I Love Belarus" Adoro a Bielorrússia                                  | Inglês      | Não se qualificou        | Não se qualificou        | 14º                      | 45                       |
| 9º              | Baku 2012       | Litesound               | "We Are The Heroes" Nós somos os heróis                                | Inglês      | Não se qualificou        | Não se qualificou        | 16º                      | 35                       |
| 10º             | Malmö 2013      | Alyona Lanskaya         | "Solayoh"                                                              | Inglês      | 16º                      | 48                       | 7º                       | 64                       |
| 11º             | Copenhaga 2014  | Teo                     | "Cheesecake" Bolo de queijo                                            | Inglês      | 16º                      | 43                       | 5º                       | 87                       |
| 12º             | Viena 2015      | Uzari & Maimuna         | "Time" Tempo                                                           | Inglês      | Não se qualificou        | Não se qualificou        | 12º                      | 39                       |
| 13º             | Estocolmo 2016  | Alexander Ivanov        | "Help You Fly" Ajudar-te a voar                                        | Inglês      | Não se qualificou        | Não se qualificou        | 12º                      | 84                       |
| 14º             | Kiev 2017       | NAVI                    | "Historyja majho žyccia" (Гісторыя майго жыцця) História da minha vida | Bielorrusso | 17º                      | 83                       | 9º                       | 110                      |
| 15º             | Lisboa 2018     | Alekseev                | "Forever" Para Sempre                                                  | Inglês      | Não se qualificou        | Não se qualificou        | 15º                      | 65                       |
| 16º             | Tel Aviv 2019   | Zena                    | "Like It" Gosto disso                                                  | Inglês      | 24º                      | 31                       | 10º                      | 122                      |
|                 | Roterdão 2020   | VAL                     | "Da vidna" (Да відна) Antes do amanhecer                               | Bielorrusso | A edição não se realizou | A edição não se realizou | A edição não se realizou | A edição não se realizou |
|                 | Roterdão 2021   | Galasy ZMesta           | "Ya nauchu tebya (I'll Teach You)" (Я научу тебя) Vou-te ensinar       | Russo       | Expulsos da EBU          | Expulsos da EBU          | Expulsos da EBU          | Expulsos da EBU          |
| Expulsos da EBU |                 |                         |                                                                        |             |                          |                          |                          |                          |

| Ano             | Artista             | Canção                   | Final             | Final             | Final             | Final             | Final             | Final             | Semi            | Semi            | Semi            | Semi            | Semi | Semi   |
| Ano             | Artista             | Canção                   | Tlv.              | Pontos            | Júri              | Pontos            | Cl.               | Pontos            | Tlv.            | Pontos          | Júri            | Pontos          | Cl.  | Pontos |
| --------------- | ------------------- | ------------------------ | ----------------- | ----------------- | ----------------- | ----------------- | ----------------- | ----------------- | --------------- | --------------- | --------------- | --------------- | ---- | ------ |
| Moscovo 2009    | Petr Elfimov        | "Eyes That Never Lie"    | Não se qualificou | Não se qualificou | Não se qualificou | Não se qualificou | Não se qualificou | Não se qualificou | Apenas televoto | Apenas televoto | Apenas televoto | Apenas televoto | 13º  | 25     |
| Oslo 2010       | 3+2                 | "Butterflies"            | 22º               | 18                | 24º               | 22                | 24º               | 18                | 8º              | 63              | 12º             | 47              | 9º   | 59     |
| Düsseldorf 2011 | Anastasia Vinnikova | "I Love Belarus"         | Não se qualificou | Não se qualificou | Não se qualificou | Não se qualificou | Não se qualificou | Não se qualificou | 9º              | 54              | 15º             | 38              | 14º  | 45     |
| Baku 2012       | Litesound           | "We Are The Heroes"      | Não se qualificou | Não se qualificou | Não se qualificou | Não se qualificou | Não se qualificou | Não se qualificou | 12º             | 37              | 11º             | 52              | 16º  | 35     |
| Malmö 2013      | Alyona Lanskaya     | "Solayoh"                | 13º               | 14.11             | 22º               | 16.15             | 16º               | 48                | 8º              | 7.83            | 9º              | 8.26            | 7º   | 64     |
| Copenhaga 2014  | Teo                 | "Cheesecake"             | 11º               | 56                | 18º               | 50                | 16º               | 43                | 6º              | 86              | 6º              | 71              | 5º   | 87     |
| Viena 2015      | Uzari & Maimuna     | "Time"                   | Não se qualificou | Não se qualificou | Não se qualificou | Não se qualificou | Não se qualificou | Não se qualificou | 13º             | 32              | 8º              | 66              | 12º  | 39     |
| Estocolmo 2016  | Alexander Ivanov    | "Help You Fly"           | Não se qualificou | Não se qualificou | Não se qualificou | Não se qualificou | Não se qualificou | Não se qualificou | 9º              | 52              | 12º             | 32              | 12º  | 84     |
| Kiev 2017       | NAVI                | "Historyja majho žyccia" | 13º               | 33                | 16º               | 50                | 17º               | 83                | 7º              | 55              | 9º              | 55              | 9º   | 110    |
| Lisboa 2018     | Alekseev            | "Forever"                | Não se qualificou | Não se qualificou | Não se qualificou | Não se qualificou | Não se qualificou | Não se qualificou | 13º             | 45              | 17º             | 20              | 15º  | 65     |
| Tel Aviv 2019   | Zena                | "Like It"                | 23º               | 13                | 22º               | 18                | 24º               | 31                | 11º             | 44              | 6º              | 78              | 10º  | 122    |

## Comentadores e porta-vozes
| Ano(s) | Comentador(es) de televisão | Comentador(es) de televisão | Votação              | Votação          | Votação |
| Ano(s) | Cometador                   | Segundo Comentador          | Porta-voz            | Idioma utilizado | Cidade  |
| ------ | --------------------------- | --------------------------- | -------------------- | ---------------- | ------- |
| 2004   | Ales Kruglyakov             | Sem segundo comentador      | Denis Kurian         | inglês           | Minsk   |
| 2005   | Ales Kruglyakov             | Sem segundo comentador      | Elena Ponomareva     | inglês           | Minsk   |
| 2006   | Denis Kurian                | Sem segundo comentador      | Corrianna            | inglês           | Minsk   |
| 2007   | Denis Kurian                | Alexander Tikhanovich       | Juliana              | inglês           | Minsk   |
| 2008   | Denis Kurian                | Sem segundo comentador      | Olga Barabanschikova | inglês           | Minsk   |
| 2009   | Denis Kurian                | Sem segundo comentador      | Ekaterina Litvinova  | inglês           | Minsk   |
| 2010   | Denis Kurian                | Sem segundo comentador      | Aleksei Grishin      | inglês           | Minsk   |
| 2011   | Denis Kurian                | Sem segundo comentador      | Leila Ismailava      | inglês           | Minsk   |
| 2012   | Denis Kurian                | Sem segundo comentador      | Dmitry Koldun        | inglês           | Minsk   |
| 2013   | Evgeny Perlin               | Sem segundo comentador      | Darya Domracheva     | inglês           | Minsk   |
| 2014   | Evgeny Perlin               | Sem segundo comentador      | Alyona Lanskaya      | inglês           | Minsk   |
| 2015   | Evgeny Perlin               | Sem segundo comentador      | Teo                  | inglês           | Minsk   |
| 2016   | Evgeny Perlin               | Sem segundo comentador      | Uzari                | inglês           | Minsk   |
| 2017   | Evgeny Perlin               | Sem segundo comentador      | Alyona Lanskaya      | inglês           | Minsk   |
| 2018   | Evgeny Perlin               | Sem segundo comentador      | Naviband             | inglês           | Minsk   |
| 2019   | Evgeny Perlin               | Sem segundo comentador      | Maria Vasilevich     | inglês           | Minsk   |